# Zvezda po imeni Solnce (brano musicale)
Zvezda po imeni Solnce (Звезда по имени Солнце, letteralmente Una stella chiamata Sole) è un singolo del gruppo rock sovietico Kino presente nell'album omonimo del 1989.
La canzone è generalmente considerata come una delle più popolari dei Kino e viene trasmessa praticamente ogni giorno dalle stazioni radio russe.

## Colonne sonore
La canzone è presente nelle colonne sonore dei seguenti film:
- Igla (1988)

- Marš-brosok (2003)

## Riconoscimenti
La canzone è arrivata 20ª tra le 100 migliori canzoni del secolo, scelte da Naše Radio.